# Váradi Mária
Váradi Mária, álneve Baksa Mária (Nagyvárad, 1928. december 20. – Brassó, 2002. november 12.) erdélyi magyar újságíró, költő, drámaíró.

## Életútja
Római katolikus családban született, szülei Váradi Béla és Váradi Irén. Felsőfokú tanulmányokat a bukaresti egyetemen végzett pszichológia-szociológia szakon (1952). Már 1946-tól dolgozott a romániai magyar sajtóban, először a kolozsvári Igazság és a nagyváradi Fáklya munkatársa volt, majd a bukaresti rádió magyar adását szerkesztette és a bukaresti Romániai Magyar Szó munkatársa.
Meghurcolták, 1952-től két évet a békási átnevelő táborban kellett eltöltenie, majd nyolc évre kényszerlakhelyre telepítették Szászrégenbe, az írástól eltiltották. A Brassói Lapoktól ment nyugdíjba, megalapításától publikált az Erdélyi Naplóban, a hetilap 12 évfolyamának kollekciója több száz tudósítását és más műfajú írását őrzi, de tudósítója volt a Duna Televíziónak is, s több hazai és külföldi lapnak. Költeményei antológiákban (Sokan szólunk, szerk. Szász János) és folyóiratok hasábjain jutottak el az olvasókhoz, Mócok asszonya c. színdarabjáért Országos II. díjat kapott. Önéletrajzi ihletésű kötete kéziratban maradt.
Tagja volt a Magyar Újságírók Romániai Egyesületének és a budapesti székhelyű Magyar Katolikus Újságírók Szövetségének, a Pax Romana mozgalom megyei elnöke és országos elnökségi tagja.
2002-ben érte a halál, 2002. november 15-én helyezték örök nyugalomra a brassói bolgárszegi temetőben.

## Kötete
- Mócok asszonya (színdarab, 1949)